# Председатели палат парламента Казахстана
Председатели парламента Казахстана

## Председатели сената Казахстана
| Председатель                                                 | Род                        | Заместитель председателя                                                          | Созыв     | Годы                                                   |
| ------------------------------------------------------------ | -------------------------- | --------------------------------------------------------------------------------- | --------- | ------------------------------------------------------ |
| Байгельди Омирбек                                            | Дулаты                     | Тихонов Сергей Викторович                                                         | I созыв   | 30 января 1996 года — 1 декабря 1999 года              |
| Абдыкаримов Оралбай Абдыкаримович                            | Аргын-Куандык Карпык       | Самакова Айткуль Байгазиевна, Кусаинов Абельгази Калиакпарович, Байгельди Омирбек | II созыв  | 1 декабря 1999 года — 10 марта 2004 года               |
| Абыкаев Нуртай Абыкаевич                                     | Шапырашты                  | Копеев Мухамбет Жуманазарулы                                                      | III созыв | 10 марта 2004 года — 11 января 2007                    |
| Токаев Касым-Жомарт Кемелевич                                | Жалайыр-Кушик.             | Судьин Александр Сергеевич, Ищанов Кайрат Кыдырбаевич                             | IV созыв  | 11 января 2007 — 15 апреля 2011 года                   |
| Мами Кайрат Абдразакулы                                      | Дулаты                     | Бейсенбаев Аскар Асанович                                                         | V созыв   | с 15 апреля 2011 года                                  |
| Токаев Касым-Жомарт Кемелевич                                | Жалайыр-Кушик.             |                                                                                   | VI созыв  | 16 октября 2013 года — 20 марта 2019 года              |
| Назарбаева Дарига Нурсултановна Ашимбаев, Маулен Сагатханулы | Шапырашты Албан айт/сәлбен | Асанов Жакип Кажманович, Перепечина Ольга Валентиновна                            | VI созыв  | 20 марта 2019 года — 2 мая 2020 года с 4 мая 2020 года |

## Председатели мажилиса Казахстана
| Председатель                                                          | Род              | Заместитель председателя                                                                                              | Созыв     | Годы                  |
| --------------------------------------------------------------------- | ---------------- | --- | --------- | --------------------- |
| Оспанов Марат Турдыбекович                                            | баганалы Найман  | Осипов Василий Иванович                                                                                               | I созыв   | (1996—1999 гг.)       |
| Туякбай Жармахан Айтбайулы                                            | Шанышкылы.       | Копеев Мухамбет Жуманазарулы, Дьяченко Сергей Александрович                                                           | II созыв  | (1999—2004 гг.)       |
| Мухамеджанов Урал Байгунсович                                         | Аргын-Таз        | Дьяченко Сергей Александрович                                                                                         | III созыв | (2004—2007 гг.)       |
| Мусин Аслан Еспулаевич, Мухамеджанов Урал Байгунсович                 | Кете Аргын-Таз   | Дьяченко Сергей Александрович, Жумагулов Бакытжан Турсынович, Карибжанов Жаныбек Салимович, Бобров Владимир Яковлевич | IV созыв  | (2007—2011 гг.)       |
| Нигматулин Нурлан Зайруллаевич, Джакупов Кабибулла Кабенович          | Кожа Табын       | Дьяченко Сергей Александрович, Измухамбетов Бактыкожа Салахатдинович, Джакупов Кабибулла Кабенович                    | VI созыв  | (2012—2016 гг.)       |
| Измухамбетов Бактыкожа Салахатдинович, Нигматулин Нурлан Зайруллаевич | Адай Кожа        | Исимбаева Гульмира Истайбековна, Божко Владимир Карпович,                                                             | V созыв   | (2016 г —)            |
| Кошанов, Ерлан Жаканович                                              | Каракесек кыргыз | Еспаева Дания Мадиевна, Рау Альберт Павлович                                                                          | VI созыв  | с 1 февраля 2022 года |